# Mikania houstoniana
Mikania houstoniana là một loài thực vật có hoa trong họ Cúc. Loài này được (L.) B.L.Rob. mô tả khoa học đầu tiên năm 1906.